# 四重溪
四重溪，又稱車城溪，位於台灣南部恆春半島，屬於中央管河川。幹流上游為牡丹溪，發源屏東縣牡丹鄉東源村東源湖西部山區。幹流長度31.91公里，流域面積124.88平方公里。幹流流經屏東縣牡丹鄉、車城鄉，主要支流為里仁溪、竹社溪、大梅溪，最後在車城橋附近注入台灣海峽。

## 名稱由來
以前居民出入均沿河川步行，沿途需經四次涉水而過，故稱四重溪。

## 四重溪水系主要河川
- 四重溪：屏東縣
  - 大梅溪：屏東縣車城鄉、牡丹鄉
  - 竹社溪：屏東縣牡丹鄉
  - 里仁溪：屏東縣牡丹鄉
  - 牡丹溪：屏東縣牡丹鄉

## 主要橋樑
以下由河口至源頭列出主流上之主要橋樑：
- 車城橋（省道台26線）
- 山腳橋（鄉道屏151線）
- 懷恩橋
- 石門村過四重溪水泥橋
- 牡丹大橋（縣道199號）
- 平實二號橋（縣道199號）
- 旭海路口一號橋（縣道199甲線）